# Lingua glaciale Mackay
La lingua glaciale Mackay  (in inglese Mackay Glacier Tongue) è una lingua glaciale della terra della regina Victoria in Antartide. 
Localizzata ad una latitudine di 76° 58′ S ed una longitudine di 162° 20′ E, è alimentata dall'omonimo ghiacciaio. Larga 3 km e lunga 10, si estende nel canale McMurdo nei pressi di Granite Harbour.
Cartografata per la prima volta durante la spedizione Terra Nova del 1910-13 è stata intitolato a Alistair Forbes Mackay, membro del South Magnetic Pole Party della spedizione Nimrod.